# Graptajaure
Graptajaure är en sjö i Arjeplogs kommun i Lappland och ingår i Umeälvens huvudavrinningsområde. Sjön har en area på 0,305 kvadratkilometer och ligger 696,9 meter över havet. Graptajaure ligger i Laisälven Natura 2000-område. Sjön avvattnas av vattendraget Grabtajåkka.

## Delavrinningsområde
Graptajaure ingår i det delavrinningsområde (733051-155358) som SMHI kallar för Mynnar i Dellikälven. Medelhöjden är 726 meter över havet och ytan är 41,92 kvadratkilometer. Det finns inga avrinningsområden uppströms utan avrinningsområdet är högsta punkten. Grabtajåkka som avvattnar avrinningsområdet har biflödesordning 5, vilket innebär att vattnet flödar genom totalt 5 vattendrag innan det når havet efter 401 kilometer. Avrinningsområdet består mestadels av skog (67 procent), sankmarker (13 procent) och kalfjäll (14 procent). Avrinningsområdet har 0,44 kvadratkilometer vattenytor vilket ger det en sjöprocent på 1 procent.